# Kendberi-Seidlyar
Kendberi-Seidlyar är en ort i Azerbajdzjan.   Den ligger i distriktet Xaçmaz Rayonu, i den nordöstra delen av landet, 180 km nordväst om huvudstaden Baku. Antalet invånare är 1 262.
Terrängen runt Kendberi-Seidlyar är platt. Närmaste större samhälle är Xudat, 9,4 km söder om Kendberi-Seidlyar.
Omgivningarna runt Kendberi-Seidlyar är en mosaik av jordbruksmark och naturlig växtlighet. Runt Kendberi-Seidlyar är det ganska tätbefolkat, med 129 invånare per kvadratkilometer.